# Territorio en Fideicomiso de las Islas del Pacífico
El Territorio en Fideicomiso de las Islas del Pacífico (Trust Territory of the Pacific Islands en inglés) fue un Fideicomiso de la ONU administrado por los Estados Unidos que existió entre 1947 y 1986 con su extensión original y perduró hasta 1994 incluyendo solamente el territorio en que se encuentra actualmente Palaos.

## Historia
Tras producirse la derrota de Japón en la Segunda Guerra Mundial, los archipiélagos de Micronesia que correspondían al antiguo Mandato del Pacífico Sur, y que habían sido ocupados por EE. UU., pasaron a formar parte de un territorio en fideicomiso de las Naciones Unidas. Dicho fideicomiso quedó sujeto a la administración de los Estados Unidos desde el 18 de julio de 1947.
El 3 de noviembre de 1986 las Islas Marianas del Norte, las Islas Marshall y los Estados Federados de Micronesia firman con Estados Unidos un tratado de libre asociación, abandonando oficialmente el territorio en fideicomiso. Aun así, Palaos se mantuvo bajo la administración especial de la ONU hasta que el 1 de octubre de 1994 se unió libremente a los Estados Unidos, finalizando con el Territorio en Fideicomiso.

## Política y gobierno
El presidente de los Estados Unidos era el jefe de Estado del territorio. La última persona en ejercer esta función fue Bill Clinton, presidente estadounidense entre 1993 y 2001. Lo hizo desde el comienzo de su presidencia hasta el desmantelamiento del fideicomiso en 1994.
Existía también un Alto Comisionado que controlaba la política desde Saipán, la ciudad capital. Sin embargo, luego de la separación de tres de los cuatro estados del Territorio, este cargo perduró un año, siendo disuelto en 1987.

## Economía
La principal actividad económica era el turismo, que representaba casi la totalidad de los ingresos del Territorio de las Islas del Pacífico. Otras actividades importantes eran la producción agrícola, que incluía coco, melón, árbol del pan y tomates y la pesca.

## Estatus actual
Actualmente, los archipiélagos que componían el Territorio en Fideicomiso de las Islas del Pacífico se dividen de esta manera:
| Bandera | Estado                   | Estatus                              | Capital  | Área de tierra | Población | Densidad de población |
| ------- | ------------------------ | ------------------------------------ | -------- | -------------- | --------- | --------------------- |
|         | Islas Marianas del Norte | Territorio no incorporado de EE. UU. | Saipán   | 477 km²        | 82.459    | 168 por km²           |
|         | Islas Marshall           | Libre asociación                     | Majuro   | 181 km²        | 66.223    | 331 por km²           |
|         | Micronesia               | Libre asociación                     | Palikir  | 702 km²        | 111.000   | 194 por km²           |
|         | Palaos                   | Libre asociación                     | Melekeok | 458 km²        | 20.842    | 44 por km²            |